# شيماني خيلي
شيماني خيلي (الاسم العلمي: Carangoides equula) (بالإنجليزية: Whitefin trevally)‏ هو نوع من الأسماك يتبع جنس الشيماني من فصيلة الشيميات.